# 桑江知子
桑江 知子（くわえ ともこ、1960年1月18日 - ）は、日本の女性歌手・ラジオパーソナリティ。本名同じ。沖縄県中頭郡美里村（現・沖縄市泡瀬）生まれ、福岡県福岡市育ち。血液型はB型。

## 人物・経歴
歌手デビュー時に所属していた渡辺プロダクションが、若者のニューミュージック指向を高めようと立ち上げた「NON STOPプロジェクト」の一員である（他のメンバーは、大塚博堂、太田裕美、山下久美子、アン・ルイス、ララ）。渡辺プロは桑江を売り出すため、当時全盛期だったニューミュージック風の曲作りなどのプロモーション戦略を展開した。
1979年1月25日、SMS Recordsから『私のハートはストップモーション』（作詞：竜真知子、作曲：都倉俊一）でデビュー。ポーラ化粧品のコマーシャルソングに起用され、オリコンチャート最高順位12位を記録するヒットとなり、広く一般に知れ渡ることとなった。
SMS Records (Sounds Marketing System Records) は、渡辺プロダクションが資本提携していたワーナー・パイオニアを離れ、日本初の芸能事務所による直営レコード会社として設立したレーベルであった。第1弾として1978年11月25日に小柳ルミ子のシングル『雨…』をリリース。ワーナー・パイオニアから移籍した小柳やアグネス・チャンを擁し、新人の売り出しにも注力していたが、その新人トップバッターが桑江となった。
同年の各歌謡祭新人賞レースでは、竹内まりや、倉田まり子、井上望、松原のぶえらとデッドヒートを繰り広げ、同年の第21回日本レコード大賞最優秀新人賞に輝くなど、数々の新人賞を獲得した（受賞歴を参照）。
SMS Recordsでの「第1期活動」ではシングル4枚、LPアルバム3枚をリリース。『ブルーブルー・アイランド』」『クリスタル・ハネムーン』『ジャマイカ・タウン』といったスマッシュ・ヒット曲を発表。『永遠（エテルナ）の朝』は三菱自動車エテルナのCM曲に起用された。伸びやかな歌唱力を活かし、都会的なイメージの楽曲を数多く手掛けた。
1983年には、同年公開のアニメ映画『宇宙戦艦ヤマト 完結編』の挿入歌を担当した。

なお、桑江を世に送り出したSMS Recordsは1988年に解散。以降は別のレコード会社から音源をリリースしている。
1990年代は『黄昏をワインに染めて』などシングルをコンスタントにリリースする傍らで、1993年から1997年にかけては、ロス・インディオスとのコラボレーション「ロス・インディオス&桑江知子」としても活動していた。その間に地方FM局などでのDJが好評を博し、歌手活動よりラジオパーソナリティ活動がメインとなっていた。
1990年代後半からは自らのルーツである沖縄音楽に主軸を置いた活動を開始する。1997年、上間実に三線を師事。2001年に琉球民謡コンクール新人賞を受賞、2005年には琉球民謡コンクール優秀賞を受賞した。また2002年には沖縄県座間味村のイメージソング「青の楽園」を発表、以降も沖縄の観光振興活動や、日比谷野外音楽堂で毎年開催される「琉球フェスティバル」の出演などを行う。
また2005年に母校の福岡県立西福岡高等学校が総合学科へ改組し福岡県立福岡講倫館高等学校に改称した際には、同校校歌の作詞・作曲を手がけた。2009年にはデビュー30周年を記念し、マキシシングル『うんじゅぬ島』（作詞・作曲：宮沢和史）をリリースした。
2011年には福島県でのライブの際に東日本大震災の避難所を訪れて慰問ライブを行い、翌2012年には三陸農産業復興チャリティー「思い出のレコード大賞コンサート」に出演した。
また2010年代以降のシティ・ポップブームにより再評価が進み、2015年には初期のアルバムがCD化され、ボーナストラックを追加した上で再発売された。また2014年にはデビュー35周年を迎え、デビュー曲のセルフカバーシングル『私のハートはストップモーション Bossa Nova ver.』をリリース。翌年には育った福岡市で記念ライブを開催した。2019年にはデビュー40周年を迎え、三越劇場で記念コンサートを開催するとともに、記念アルバム『Stopmotion』をリリースした。
コンサート活動も継続し、近年は「夢スター歌謡祭 春組対秋組 歌合戦」に出演して全国各地を回っている。2024年3月8日、テレビ朝日の「徹子の部屋」に出演した。

### 受賞歴
出典：公式サイト「プロフィール」
- 1979年「私のハートはストップモーション」
  - 第21回日本レコード大賞 最優秀新人賞
  - 第10回日本歌謡大賞 放送音楽新人賞
  - 第12回全日本有線放送大賞 新人賞
  - 第12回日本有線大賞 新人賞
  - 第6回FNS歌謡祭グランプリ 優秀新人賞
  - 第12回新宿音楽祭 金賞
- 2001年 琉球民謡コンクール新人賞
- 2005年 琉球民謡コンクール優秀賞

## ディスコグラフィ

### シングル
| 発売日                           | 規格        | 規格品番    | 面          | タイトル                                                   | 作詞         | 作曲        | 編曲        |
| SMS Records                      | SMS Records | SMS Records | SMS Records | SMS Records                                                | SMS Records  | SMS Records | SMS Records |
| -------------------------------- | ----------- | ----------- | ----------- | ---------------------------------------------------------- | ------------ | ----------- | ----------- |
| 1979年1月25日                    | EP          | SM06-7      | A           | 私のハートはストップモーション                             | 竜真知子     | 都倉俊一    | 萩田光雄    |
| 1979年1月25日                    | EP          | SM06-7      | B           | たずねびと                                                 | 竜真知子     | 都倉俊一    | 萩田光雄    |
| 1979年5月21日                    | EP          | SM06-20     | A           | ブルーブルーアイランド                                     | 竜真知子     | 都倉俊一    | 萩田光雄    |
| 1979年5月21日                    | EP          | SM06-20     | B           | めぐる想い                                                 | 竜真知子     | 都倉俊一    | 萩田光雄    |
| 1979年9月10日                    | EP          | SM06-31     | A           | クリスタルハネムーン                                       | 竜真知子     | 佐藤健      | 後藤次利    |
| 1979年9月10日                    | EP          | SM06-31     | B           | あいつの夢は一千光年                                       | 喜多条忠     | 水谷公生    | 佐藤準      |
| 1980年2月25日                    | EP          | SM06-45     | A           | 永遠（エテルナ）の朝                                       | 岡田冨美子   | 都倉俊一    | 萩田光雄    |
| 1980年2月25日                    | EP          | SM06-45     | B           | Hello Mr.Spring -辛く愛して-                               | 岡田冨美子   | 都倉俊一    | 萩田光雄    |
| 1980年7月25日                    | EP          | SM06-60     | A           | ハレーションドリーム                                       | パンタ       | パンタ      | 吉田健      |
| 1980年7月25日                    | EP          | SM06-60     | B           | 20                                                         | 桑江知子     | 生田敬太郎  | 生田敬太郎  |
| アニメージュレコード             |             |             |             |                                                            |              |             |             |
| 1983年                           | EP          | ANS-2001    | A           | 明日に架ける虹                                             | 阿久悠       | 井上大輔    | トランザム  |
| 1983年                           | EP          | ANS-2001    | B           | FIGHT!コスモタイガー（インストゥルメンタル）               | －           | 宮川泰      | 宮川泰      |
| 1983年                           | EP          | ANS-2003    | A           | 二つの愛                                                   | クニ河内     | 井上大輔    | 宮川泰      |
| 1983年                           | EP          | ANS-2003    | B           | SEE YOU AGAIN                                              | 大西進       | 桑江知子    | トランザム  |
| ポニー・キャニオン               |             |             |             |                                                            |              |             |             |
| 1990年2月21日                    | 8cmCD       | PCDA-00049  | 1           | 黄昏をワインに染めて                                       | 荒木とよひさ | 都志見隆    | 若草恵      |
| 1990年2月21日                    | 8cmCD       | PCDA-00049  | 2           | 運命さえも感じて                                           | 荒木とよひさ | 中崎英也    | 岩田雅之    |
| 日本コロムビア                   |             |             |             |                                                            |              |             |             |
| 1999年12月16日                   | 8cmCD       | CRDN-649    | 1           | 通り過ぎた夏                                               | 小野研二     | 小野研二    | 河野成旺    |
| 1999年12月16日                   | 8cmCD       | CRDN-649    | 2           | 三月白書                                                   | 小森まなみ   | 岡崎律子    | 池間史規    |
| ブロー・ウィンド・レコード       |             |             |             |                                                            |              |             |             |
| 2002年1月23日                    | CD          | POCE-2035   | 1           | 月下美人                                                   | 木下詩野     | 謝花義哲    | 岡田正浩    |
| 2002年1月23日                    | CD          | POCE-2035   | 2           | 月下美人（インストゥルメンタル）                           | －           | 謝花義哲    | 岡田正浩    |
| 徳間ジャパンコミュニケーションズ |             |             |             |                                                            |              |             |             |
| 2009年6月3日                     | CD          | TKCA-73433  | 1           | うんじゅぬ島                                               | 宮沢和史     | 宮沢和史    | 萩田光雄    |
| 2009年6月3日                     | CD          | TKCA-73433  | 2           | 今だからありがとう                                         | 桑江知子     | 桑江知子    | 萩田光雄    |
| 2009年6月3日                     | CD          | TKCA-73433  | 3           | 私のハートはストップモーション (Live Ver.)                 | 竜真知子     | 都倉俊一    |             |
| 2009年6月3日                     | CD          | TKCA-73433  | 4           | 安里屋ユンタ (Live Ver.)                                   |              |             |             |
| 2009年6月3日                     | CD          | TKCA-73433  | 5           | うんじゅぬ島（インストゥルメンタル）                       | －           | 宮沢和史    | 萩田光雄    |
| テイチクエンタテインメント       |             |             |             |                                                            |              |             |             |
| 2013年11月20日                   | CD          | TECH-12359  | 1           | 私のハートはストップモーション Bossa Nova ver.             | 竜真知子     | 都倉俊一    |             |
| 2013年11月20日                   | CD          | TECH-12359  | 2           | 君想う夏                                                   | 桑江知子     | 桑江知子    |             |
| 2013年11月20日                   | CD          | TECH-12359  | 3           | 私のハートはストップモーション Bossa Nova ver.（カラオケ） | ｰ            | 都倉俊一    |             |
| 2013年11月20日                   | CD          | TECH-12359  | 4           | 君想う夏（カラオケ）                                       | ｰ            | 桑江知子    |             |
| 徳間ジャパンコミュニケーションズ |             |             |             |                                                            |              |             |             |
| 2023年9月6日                     | CD          | TKCA-75157  | 1           | ふるさとはあなた                                           | 桑江知子     | 佐藤健      | 矢田部正    |
| 2023年9月6日                     | CD          | TKCA-75157  | 2           | 私のハートはストップモーション Duo ver.                    | 竜真知子     | 都倉俊一    | 笹子重治    |

### アルバム

#### スタジオアルバム
| 発売日                      | 規格        | 規格品番      | アルバム | 備考                                     |
| SMS Records                 | SMS Records | SMS Records   | SMS Records | SMS Records                              |
| --------------------------- | ----------- | ------------- | --- | ---------------------------------------- |
| 1979年6月1日                | LP          | SM25-5007     | Born Free（野性に生まれて） Side:A 1. ダンシング・イン・ザ・ワンダーランド 2. ラストフライト 3. ストップストップ流されて 4. サンタマリア行きの船 5. 私のハートはストップモーション Side:B 1. ヘイ・ミスター・ロンリー 2. 鏡の向こう側 3. はっきりしてよ 4. めぐる想い 5. ブルーブルーアイランド ボーナス・トラック 1. たずねびと 2. 私のハートはストップモーション（カラオケ） 3. たずねびと（カラオケ） 4. ブルーブルーアイランド（カラオケ） 5. めぐる想い（カラオケ） |                                          |
| 1995年7月21日               | CD          |               | Born Free（野性に生まれて） Side:A 1. ダンシング・イン・ザ・ワンダーランド 2. ラストフライト 3. ストップストップ流されて 4. サンタマリア行きの船 5. 私のハートはストップモーション Side:B 1. ヘイ・ミスター・ロンリー 2. 鏡の向こう側 3. はっきりしてよ 4. めぐる想い 5. ブルーブルーアイランド ボーナス・トラック 1. たずねびと 2. 私のハートはストップモーション（カラオケ） 3. たずねびと（カラオケ） 4. ブルーブルーアイランド（カラオケ） 5. めぐる想い（カラオケ） |                                          |
| 2015年3月18日               | CD          | SOLID RECORDS | Born Free（野性に生まれて） Side:A 1. ダンシング・イン・ザ・ワンダーランド 2. ラストフライト 3. ストップストップ流されて 4. サンタマリア行きの船 5. 私のハートはストップモーション Side:B 1. ヘイ・ミスター・ロンリー 2. 鏡の向こう側 3. はっきりしてよ 4. めぐる想い 5. ブルーブルーアイランド ボーナス・トラック 1. たずねびと 2. 私のハートはストップモーション（カラオケ） 3. たずねびと（カラオケ） 4. ブルーブルーアイランド（カラオケ） 5. めぐる想い（カラオケ） | オリジナル版に5曲加えたリマスター版      |
| 1979年12月                  | LP          | SM25-5041     | 熱風 Side:A 1. LOST IN SUMMER 2. 熱帯夜 3. エモーション・ラブ 4. 恋人の領分 5. ランナウェイ 6. クリスタル・ハネムーン Side:B 1. レイマグラス 2. アルファルド 3. モーニング・レイン 4. ジャマイカ・タウン 5. LOST IN SUMMER ボーナストラック 1. あいつの夢は一千光年 2. クリスタル・ハネムーン（カラオケ） 3. あいつの夢は一千光年（カラオケ） |                                          |
| 2015年3月18日               | CD          | SOLID RECORDS | 熱風 Side:A 1. LOST IN SUMMER 2. 熱帯夜 3. エモーション・ラブ 4. 恋人の領分 5. ランナウェイ 6. クリスタル・ハネムーン Side:B 1. レイマグラス 2. アルファルド 3. モーニング・レイン 4. ジャマイカ・タウン 5. LOST IN SUMMER ボーナストラック 1. あいつの夢は一千光年 2. クリスタル・ハネムーン（カラオケ） 3. あいつの夢は一千光年（カラオケ） | オリジナル版に3曲加えたリマスター版      |
| 1980年4月                   | LP          | SM25-5053     | Mr.COOL Side:A 1. ISLAND WOMAN 2. カヌーボーイ 3. CHASE THE SUN 4. WIND & KISS 5. SUMMER TIME Side:B 1. 20 2. おもいのこし 3. MR. COOL 4. 永遠（エテルナ）の朝（Album ver.） 5. ピリオド ボーナストラック 1. 永遠（エテルナ）の朝（Single ver.） 2. Hello Mr.Spring -辛く愛して- 3. ハレーション・ドリーム 4. 20（Single ver.） 5. 永遠（エテルナ）の朝（カラオケ） 6. ハローミスタースプリング（カラオケ） 7. ハレーション・ドリーム（カラオケ） 8. 20（カラオケ）      |                                          |
| 2015年3月18日               | CD          | SOLID RECORDS | Mr.COOL Side:A 1. ISLAND WOMAN 2. カヌーボーイ 3. CHASE THE SUN 4. WIND & KISS 5. SUMMER TIME Side:B 1. 20 2. おもいのこし 3. MR. COOL 4. 永遠（エテルナ）の朝（Album ver.） 5. ピリオド ボーナストラック 1. 永遠（エテルナ）の朝（Single ver.） 2. Hello Mr.Spring -辛く愛して- 3. ハレーション・ドリーム 4. 20（Single ver.） 5. 永遠（エテルナ）の朝（カラオケ） 6. ハローミスタースプリング（カラオケ） 7. ハレーション・ドリーム（カラオケ） 8. 20（カラオケ）      | オリジナル版に8曲加えたリマスター版      |
| Climax Records              |             |               | |                                          |
| 1983年                      | LP          | CMC-1006      | TOMOKO1 I CAN'T WAIT Side:A 1. レイニー・モーション ~I Can't wait~ 2. 真夜中のペーパープレーン 3. 別れのドレス 4. ガラス色の夢 5. 二つの愛 - 映画『宇宙戦艦ヤマト・完結編』挿入歌 Side:B 1. Whose Who（フーズ・フー） 2. 夏の記憶 3. サザン・ガール SOUTHERN GIRL 4. グッバイ・サマー・タイム 5. サハラ ボーナストラック 1. SEE YOU AGAIN |                                          |
| 2015年11月18日              | CD          | CDSOL-1691    | TOMOKO1 I CAN'T WAIT Side:A 1. レイニー・モーション ~I Can't wait~ 2. 真夜中のペーパープレーン 3. 別れのドレス 4. ガラス色の夢 5. 二つの愛 - 映画『宇宙戦艦ヤマト・完結編』挿入歌 Side:B 1. Whose Who（フーズ・フー） 2. 夏の記憶 3. サザン・ガール SOUTHERN GIRL 4. グッバイ・サマー・タイム 5. サハラ ボーナストラック 1. SEE YOU AGAIN |                                          |
| ポニーキャニオン            |             |               | |                                          |
| 1991年8月21日               | CD          | PCCA-00292    | Mr.J ※ 「KUWAE&Mr.J」名義。 1. ネクスト 2. 瞳の中にワンス・モア 3. Mr.J 4. 1/2の答え 5. 時間の森 6. 恋をゲームにしないで 7. グッド・バイ・アメリカ 8. 黄砂の記憶 9. レイン・レイン・レイン 10. 黄昏をワインに染めて |                                          |
| 1991年8月21日               | CT          | PCTA-00098    | Mr.J ※ 「KUWAE&Mr.J」名義。 1. ネクスト 2. 瞳の中にワンス・モア 3. Mr.J 4. 1/2の答え 5. 時間の森 6. 恋をゲームにしないで 7. グッド・バイ・アメリカ 8. 黄砂の記憶 9. レイン・レイン・レイン 10. 黄昏をワインに染めて |                                          |
| エム アンド アイ カンパニー |             |               | |                                          |
| 2004年8月18日               | CD          | MYCD-35012    | 月詠み間 1. 月詠み間（ちちゆみま） 2. 沖縄ミ・アモール 3. 悲しくてやりきれない 4. 私のハートはストップモーション（Newアレンジ） 5. 恋島（くいじま） 6. 恋の花 7. 月下美人 8. 時は過ぎるから 9. 御縁花（ぐいんばな） 10. 会いたいな 11. 風に風になりました 12. 童神 | 初めてのセルフ・セレクション・アルバム。 |
| 2006年9月20日               | CD          | MYCD-35024    | カジマヤー 風車 1. ジントヨーワルツ 2. アロークローの夢 3. なりやまあやぐ 4. 傘なんて、いらない 5. うんじゅぬ島 6. 恋に二日酔 7. 青の楽園 8. うたかた 9. 花ぬ風車 10. 島のブルース 11. HANA NU KAJIMAYA -humoto group mix- |                                          |
| Happiness Records           |             |               | |                                          |
| 2019年7月24日               | CD          | HRBR-015      | Stopmotion 1. マイラグジュアリーナイト 2. フェリシダージ 3. 恋だから 4. 櫻一色 5. 心みだれて 6. うんじゅぬ島～うちなーぐち～ 7. もうひとつの青空 8. 島々清しゃ 9. 残り月 10. ぬくもり 11. クリスマスが終わっても 12. 私のハートはストップモーション～Duo version～（ボーナストラック） |                                          |

#### ベストアルバム
- MYこれ!クション 桑江知子 best（2002年3月20日、ポニーキャニオン）
- 桑江知子 ベストセレクション 私のハートはストップモーション（2004年、渡辺音楽出版）
- ゴールデン☆ベスト 桑江知子（2009年1月21日、ビクターエンタテインメント）
- 桑江知子 スーパー・ベスト（2010年10月8日、渡辺音楽出版）

### ビデオ
- 知子のストップモーション ～二人の私～（1988年8月27日、笠倉出版社）

## 写真集
- 桑江知子写真集　EYES アイズ（1986年12月15日、英知出版）

## ラジオ
出典：公式サイト「プロフィール」。特記以外はラジオパーソナリティ。いずれも過去の番組。
- オープンサロン834（FM世田谷、月曜日担当）2000年
- TOKYO UPSIDE STATION（東海ラジオ、木曜日担当）2001年
- はつらつスタジオ505（NHKラジオ第1）2002年、レギュラー出演
- 桑江知子と栗村智のヒーリングトリップ（ニッポン放送、『栗村智 あなたと朝イチバン』内コーナー）2006年
- 桑江知子のオキナワン・トワイライトタイム（RBCiラジオ）2009年
- アフタヌーン・パラダイス（ミュージックバード、隔週水曜日担当）2009年

## 舞台
出典：公式サイト「プロフィール」。
- ミュージカル「THE SINGERS」- 2001年、博品館劇場
- ザ・ニュースペーパー設立20周年公演 - 2007年、ゲスト参加